# Columbusstraße (Comic)
Columbusstraße, Untertitel Eine Familiengeschichte 1935–1945, ist ein deutscher Comic des Zeichners Tobi Dahmen aus dem Jahr 2024. Darin erzählt der Künstler vom Leben seiner Familie während des Zweiten Weltkriegs, dem Verhalten der Älteren zum Nationalsozialismus und das Aufwachsen deren Kinder. 

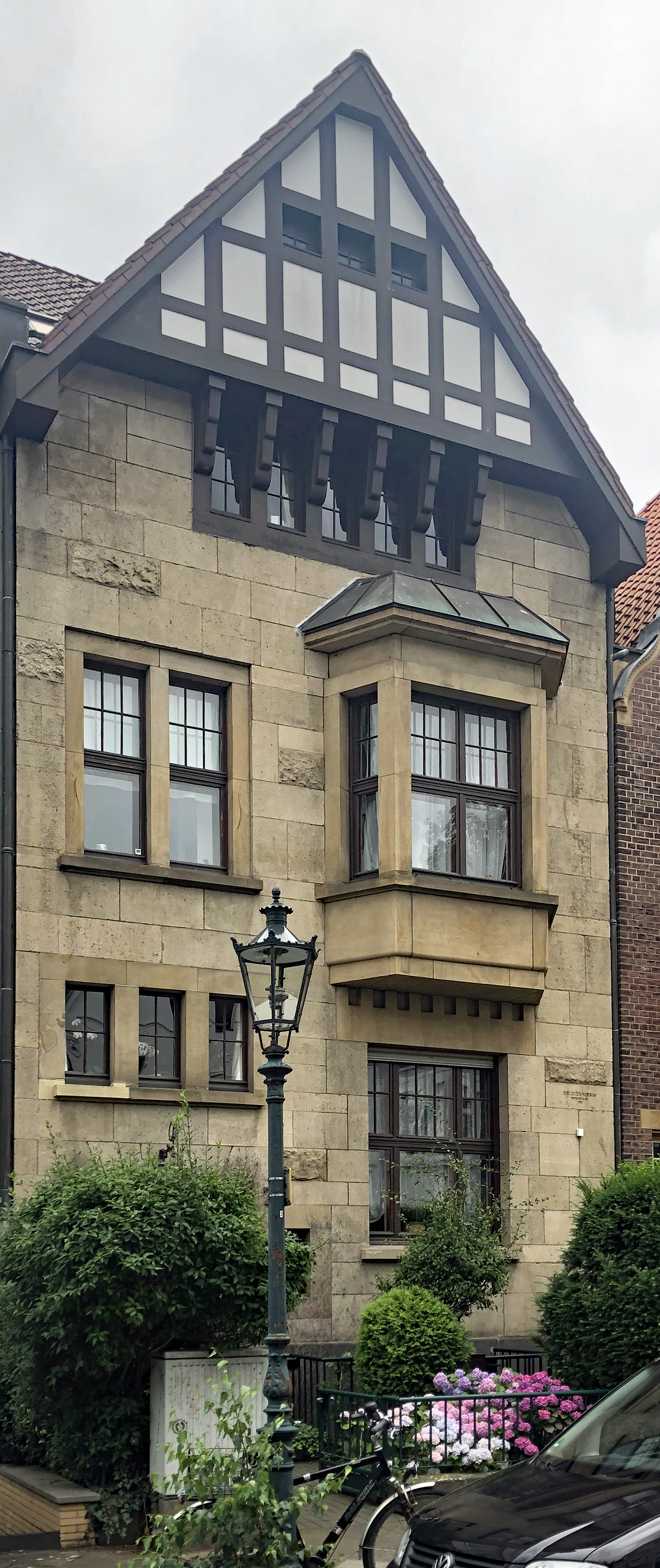
Haus der Großeltern von Tobi D.
Haus Columbusstr. 7, Baujahr 1912

## Inhalt
Im Buch erzählt Tobi Dahmen die Geschichte der Familien seines Vaters und seiner Mutter während der Jahre 1935 bis 1945. Dazu griff er auf Dokumente, Briefe und Fotografien sowie auf Erzählungen seines Vaters zurück. Ein Fokuspunkt der Geschichte ist die Familie des Vaters um den Großvater Karl Dahmen, die in der Columbusstraße im vornehmen Düsseldorf-Oberkassel lebt. Dem Rechtsanwalt und überzeugten Katholiken missfällt der Aufstieg des Nationalsozialismus. Er verteidigt Regimegegner und gerät damit selbst in das Fadenkreuz der Nationalsozialisten. Schließlich zieht er sich erst ins Private zurück und tritt dann doch der NSDAP bei, um seine Berufszulassung nicht zu verlieren. Der älteste Sohn Eberhard geht zur Wehrmacht. Bald folgt ihm der zweite Sohn Peter, der bis dahin das Sorgenkind der Familie war. Die Tochter Marlies und der jüngste Sohn, Karl-Leo, Vater des Zeichners, werden aufs Land geschickt, als die Bombardierungen von Düsseldorf beginnen. Beide finden mal in der neuen Umgebung Glück, dann kämpfen sie wieder damit, sich in ihre Umgebung einzugliedern. Die beiden älteren Söhne kommen schließlich beide an die Ostfront und berichten in ihren Briefen an die Eltern. 1944 wird Peter nach Italien versetzt, wo er nach der Landung der Alliierten gefangen genommen wird. Eberhard ist an der Ostfront verschollen. 
Familie Funcke, in der Tobi Dahmens Mutter Andrea aufwuchs, zog 1939 nach Breslau. Ihr Vater Heinz ist als Werksleiter bei Archimedes Schrauben in Chemnitz aufgestiegen und wurde nun Technischer Vorstand der Firma. Wegen seiner Fähigkeiten in der Werksleitung wird er später in verschiedene Leitungsgruppen in der Rüstungsindustrie berufen und schließlich Wehrwirtschaftsführer in Schlesien. Der Ideologie des Nationalsozialismus und dem Regime kann er nichts abgewinnen, wollte aber stets zum Wohl seiner Firma und Familie handeln. Auch er schickt seine Tochter und deren jüngeren Bruder aufs Land. Gegen Ende des Krieges geht die Familie schließlich ohne den Vater zu dessen Schwiegermutter nach Chemnitz.

## Entstehung und Veröffentlichung
Bereits länger wollte Tobi Dahmen die Geschichte seiner Familie während des Zweiten Weltkriegs erzählen. Mit seinem Vater führte er darüber Gespräche. Nach dessen Tod 2015 stieß der Zeichner auf zahlreiche Briefe und Fotos, mit denen er begann, das Projekt umzusetzen. Dies erstreckte sich über einen Zeitraum von acht Jahren, in dem er auch durch Recherche die Überlieferungen der Familie mit den tatsächlichen Ereignissen abgleichen kann. Für die Handlungsorte waren alte Fotografien und Straßenpläne die Grundlage. Die Zeichnungen sind mit „holzkohleartigen, grauen Strichen“ in Szene gesetzt.
Die 500 Seiten starke Geschichte erschien 2024 beim Carlsen Verlag in Schwarzweiß mit Grautönen. Nach Danksagungen ist dem Buch ein Glossar und ein Quellenverzeichnis sowie eine Literaturliste angefügt. Anlässlich der Veröffentlichung wurde das Buch 2024 mit einer Ausstellung beim Comic-Salon Erlangen vorgestellt.

## Rezeption
Im SWR nennt Silke Arning das Buch „eine vielschichtige Annäherung von bestürzender Aktualität“. „Der Genauigkeit und der Tiefenschärfe bei den Fakten entspricht die zeichnerische Umsetzung in sehr detaillierten Bildern. Reale Dokumente – wie Briefe oder Einberufungsbescheide – sind wie Fotos in die Szenen integriert.“ Dabei sei viel Wert auf die exakte Darstellung von Architektur, Städten und Plätzen gelegt worden. Die Graphic Novel eröffne „viele Schauplätze, wechselnde Perspektiven und lässt Raum für eigene Schlussfolgerungen und Bewertungen.“ Tobi Dahmen schlüssele die „exemplarisch anmutenden Biografien“ seiner Großeltern auf, so Martina Knoben in der Süddeutschen Zeitung. Gut konstruiert sei die Erzähltechnik, in der Schilderungen des Onkels „über den ‚Abenteuerurlaub‘ an der russischen Front blutige Bilder entgegensetzt“ werden. Die langsam erzählte Geschichte rege zur Beschäftigung mit der Zeit und ihrem grassierenden Opportunismus an. Im Spiegel schreibt Andreas Borcholte, Dahmen schildere ohne zu moralisieren „den politischen Opportunismus der rheinischen Oberschicht angesichts der Naziherrschaft […], kontrastiert die Leiden und Gräuel der Wehrmachtssoldaten mit den verharmlosenden Briefen, die sie nach Hause schicken, stellt mit drastischem Strich den Terror der alliierten Bombardements dar oder subtil die kollektive Verdrängung des Holocaust.“ Der NDR lobt: „Oft dokumentarisch, dann wieder fiktional beschreibt und verwebt er Entscheidungen und Umstände sehr intelligent und subtil miteinander. "Columbusstraße" nimmt sich Zeit und schafft den schwierigen Spagat zwischen dunkler Historie und intimer Familiengeschichte.“ Im Sommer wurde das Buch von Journalistinnen und Journalisten zum besten Comic der Saison in der Bestenliste des Tagesspiegels gewählt.
Der Comic war nominiert für den Max-und-Moritz-Preis 2024. Ende 2024 wurde der Comic auf Platz 9 der Kritiker-Bestenliste des Jahres beim Tagesspiegels gewählt.